# Възглавницата
„Възглавницата“ е българска комедия от 2010 година на режисьора Ана Китанова, по сценарий на Ана Китанова и Ясен Василев. Оператор е Веселин Апостолов. Музиката във филма е на Валентин Стамов.

## Сюжет
Млада жена с налудничаво поведение страда от безсъние. Неспособна да признае пред себе си истинската причина за това, тя търси решение на проблема в непрестанното сменяне на възглавници.
Накрая, благодарение на продавача, тя открива сред купчини от пера, създадената от нея възглавница.

## Актьорски състав
- Весела Казакова – тя
- Теодор Папазов – той

## Награди
- „Награда за режисура“ на Втория Интернационален филмов фестивал „LIONS“, (Истанбул, Турция, 2011).
- Награда за втори най-добър филм на фестивала „ПРИЯТЕЛЯТ, КОЙТО МЕ НАПРАВИ ПО-ДОБЪР“, (София, 2011).